# Tabanus shikokuensis
Tabanus shikokuensis är en tvåvingeart som beskrevs av Murdoch och Takahasi 1961. Tabanus shikokuensis ingår i släktet Tabanus och familjen bromsar. Inga underarter finns listade i Catalogue of Life.